# 슈필부데
슈필부데(spielbude)는 1982년부터 1989년까지 ARD에서 방영된 텔레비전 프로그램이었다.